# Васил Гох
Васил Гох (арм. Գող Վասիլ) иногда Василий Гох; Басил Гох и Василь Камсаракан (род. XI веке — ум. 12 октября 1112 год) — армянский князь. Правитель княжества Ефратес.

## Биография
Василий Гох происходил из древнего армянского княжеского рода Камсаракан. После распада царства Филарета Варажнуни, княжество Васила Гоха стало независимым, просуществовав с конца XI-го века до 20-х годов XII века. С разгромом сельджуками армянских княжеств в Каппадокии, княжество Ефратес стало центром притяжения армян бежавших от нашествия тюрков. Говоря о армянском князе, средневековый хронист отмечает: 
собралось все оставшееся войско армянское, и весь род Багратидов и Пахлавуни, и сыновья царей армянских... и вместе с ними полк азатов войска армянского находился при нем и с великой славой, и у него находился престол католикоса, так как он властвовал над большим количеством гаваров
 О главенствующей роли Васила Гоха в жизни армян региона говорит и тот факт, что именно в его владения, в 1101 году, католикос армянской церкви Григорий II Вкаясер перенес свой престол.
В 1100 году он нанес поражение численно превосходившим сельджукам и прогнал их из городов Рабана и Антапа. Имея большое войско Василий Гох в течение 10 лет с успехом отражал набеги сельджуков. Под охраной войска князя чувствовали себя в безопасности все верующие во Христа, и у него собирались все войны, епископы и вардапеты. С появлением в регионе Танкреда Антиохийского его интересы сталкиваются с панармянскими интересами Гоха. В 1103 году последний способствует выкупу из плена, политического конкурента Танкреда — Боэмунда. В 1108 году Васил Гох оказал военную поддержку графу Эдесскому Балдуину и его брату Жослену в их борьбе с Танкредом В 1112 году крестоносцы Танкреда выступили против Васила Гоха. Танкред осадил город Рабан и захватил его. После чего он повел наступление на Кесун, но Васил Гох со своим войском выступил против крестоносцев и разгромил их возле Сев-лера, после чего освободил ряд городов. Васил Гох сыграл крупную роль в развитии армянской культуры в Киликии. Поощрял науки и открыл ряд школ, чем сыграл важную роль в деле консолидации армянских независимых княжеств.
Умер армянский князь Василий Гох 12 октября 1112 года. Похоронен был с царскими почестями в Кармир Ванке.
Брат Басила Гоха, Баграт, был владетелем округа Гурис (Куррис, Курхус)